# 鲁比永河畔圣热尔韦
鲁比永河畔圣热尔韦（法語：Saint-Gervais-sur-Roubion，法語發音：[sɛ̃ ʒɛʁvɛ syʁ ʁubjɔ̃]）是法国德龙省的一个市镇，位于该省西部偏南，属于尼永斯区。

## 地理
鲁比永河畔圣热尔韦（44°34'59"N, 4°53'27"E）面积14.57 平方千米，位于法国奥弗涅-罗讷-阿尔卑斯大区德龙省，该省份为法国东南部内陆省份，北起顺时针与伊泽尔省、上阿尔卑斯省、上普罗旺斯阿尔卑斯省、沃克吕兹省和阿尔代什省接壤。
与鲁比永河畔圣热尔韦接壤的市镇（或旧市镇、城区）包括：拉巴蒂罗朗、拉贝居德德马藏克、鲁比永河畔邦略、克莱翁当德朗、马尔萨讷。

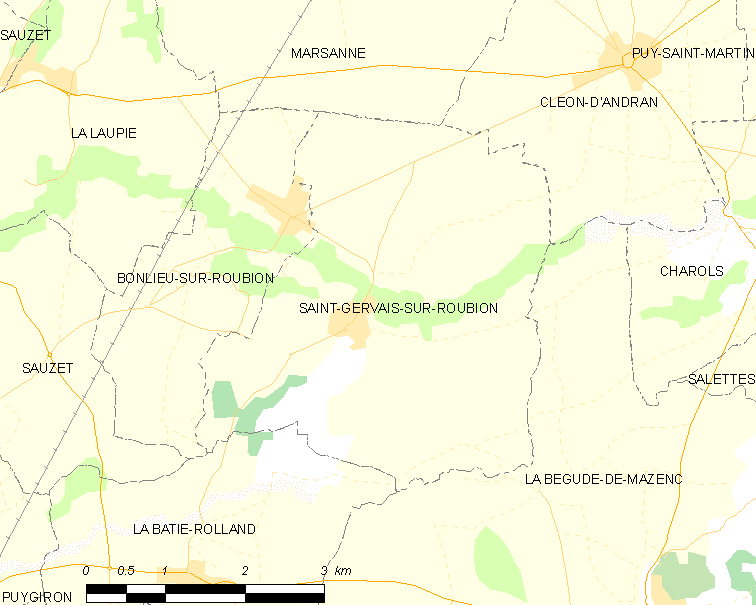
鲁比永河畔圣热尔韦的OSM定位图

鲁比永河畔圣热尔韦的时区为UTC+01:00、UTC+02:00（夏令时）。

## 行政
鲁比永河畔圣热尔韦的邮政编码为26160，INSEE市镇编码为26305。

## 政治
鲁比永河畔圣热尔韦所属的省级选区为迪约勒菲县。

## 人口

1962-2008年间鲁比永河畔圣热尔韦人口变化图示

鲁比永河畔圣热尔韦于2022年1月1日时的人口数量为1088人。